# Джангобекова Христина Русланівна
Христи́на Русла́нівна Джангобе́кова (* 1992) — українська бадмінтоністка.

## З життєпису
Випускниця кафедри спортивних та рекреаційних ігор Львівського державного університету фізичної культури імені Івана Боберського. Станом на 2014 рік представляла Львівський державний університет фізичної культури імені Івана Боберського. Станом на 2015 рік — аспірантка.
2013 Христина Джангобекова посіла 5 місце в одиночному розряді ХІ Універсіади України.
2014 рік — Відкритий чемпіонат Словаччини: Анна Нарель (Польща) — 5–11, 11–8, 8–11, 5–12 місце.
2019 рік — Відкритий чемпіонат Хорватії — срібна призерка.
2020 року з командою «Club Bádminton Oviedo» стала переможницею клубного чемпіонату Іспанії «Copa Iberdrola» серед жіночих команд. Виграла всі свої ігри в чемпіонаті Іспанії, та була визнана найкращою гравчинею турніру.